# Internationale schaakdag
Internationale Schaakdag (of ook Wereld Schaakdag) wordt ieder jaar gevierd op 20 juli, de dag dat in 1924 de Fédération Internationale des Échecs (FIDE) is opgericht. 
Het voorstel om deze dag te vieren als internationale schaakdag kwam van UNESCO. De dag wordt sinds 1966 jaarlijks gevierd, nadat dit was vastgelegd door de internationale schaakfederatie FIDE.
Op deze dag organiseert FIDE, waarvan 181 schaakbonden lid zijn, schaakevenementen en -wedstrijden over de hele wereld. In 2013 werd internationale schaakdag gevierd in 178 landen, volgens FIDE President Kirsan Ilyumzhinov.
Op 12 december 2019 stelde de Algemene Vergadering van de Verenigde Naties unaniem een resolutie vast voor de erkenning van deze dag.